# Kim Chang-soo
This article is about a South Korean athlete. You may also be looking for a Korean activist Kim Chang-soo, better known under a pseudonym Kim Koo.
Đây là một tên người Triều Tiên, họ là Kim.
Kim Chang-soo (Hangul: 김창수, phát âm tiếng Hàn Quốc: [kim.tɕʰaŋ.su]; sinh ngày 12 tháng 9 năm 1985) là một cầu thủ bóng đá Hàn Quốc hiện tại thi đấu ở vị trí hậu vệ cho Jeonbuk Hyundai Motors.

## Sự nghiệp
Các câu lạc bộ trước đó của anh gồm Ulsan Hyundai, Daejeon Citizen và Busan IPark.
Ngày 1 tháng 2 năm 2009, anh đá trận đầu tiên ở cấp độ đội tuyển quốc gia cho Hàn Quốc trước Đội tuyển bóng đá quốc gia Syria.
Anh là thành viên của đội tuyển Hàn Quốc giành huy chương đồng tại Thế vận hội Mùa hè 2012.
Kim góp mặt cho Hàn Quốc trong hai trận đấu vòng loại cho Giải vô địch bóng đá thế giới 2014. Anh được chọn vào đội hình 23 người tham dự vòng chung kết tại Brasil, nhưng không xuất hiện trong trận đấu nào vì Lee Yong đều ra sân từ đầu ở vị trí của anh, hậu vệ phải.

## Thống kê câu lạc bộ
| Thành tích câu lạc bộ | Thành tích câu lạc bộ | Thành tích câu lạc bộ | Giải vô địch | Giải vô địch | Cúp                   | Cúp                   | Cúp Liên đoàn | Cúp Liên đoàn | Châu lục | Châu lục  | To        | To        |
| Mùa giải              | Câu lạc bộ            | Giải vô địch          | Số trận      | Bàn thắng    | Số trận               | Bàn thắng             | Số trận       | Bàn thắng     | Số trận  | Bàn thắng | Số trận   | Bàn thắng |
| Hàn Quốc              | Hàn Quốc              | Hàn Quốc              | Giải vô địch | Giải vô địch | Cúp KFA               | Cúp KFA               | Cúp Liên đoàn | Cúp Liên đoàn | Châu Á   | Châu Á    | Tổng cộng | Tổng cộng |
| --------------------- | --------------------- | --------------------- | ------------ | ------------ | --------------------- | --------------------- | ------------- | ------------- | -------- | --------- | --------- | --------- |
| 2004                  | Ulsan Hyundai         | K League 1            | 0            | 0            | 0                     | 0                     | 1             | 0             | -        | -         | 1         | 0         |
| 2005                  | Daejeon Citizen       | K League 1            | 0            | 0            | 1                     | 0                     | 0             | 0             | -        | -         | 1         | 0         |
| 2006                  | Daejeon Citizen       | K League 1            | 7            | 0            | 0                     | 0                     | 3             | 0             | -        | -         | 10        | 0         |
| 2007                  | Daejeon Citizen       | K League 1            | 17           | 1            | 2                     | 0                     | 6             | 0             | -        | -         | 25        | 1         |
| 2008                  | Busan I'Park          | K League 1            | 23           | 1            | 2                     | 0                     | 5             | 0             | -        | -         | 30        | 1         |
| 2009                  | Busan I'Park          | K League 1            | 20           | 1            | 1                     | 0                     | 4             | 0             | -        | -         | 25        | 1         |
| 2010                  | Busan I'Park          | K League 1            | 27           | 2            | 5                     | 0                     | 5             | 0             | -        | -         | 37        | 2         |
| 2011                  | Busan I'Park          | K League 1            | 28           | 1            | 3                     | 0                     | 6             | 0             | -        | -         | 37        | 1         |
| 2012                  | Busan I'Park          | K League 1            | 28           | 2            | 1                     | 0                     | -             | -             | -        | -         | 29        | 2         |
| Tổng cộng             | Hàn Quốc              | Hàn Quốc              | 150          | 8            | 15                    | 0                     | 30            | 0             | -        | -         | 195       | 8         |
| Nhật Bản              | Nhật Bản              | Nhật Bản              | Giải vô địch | Giải vô địch | Cúp Hoàng đế Nhật Bản | Cúp Hoàng đế Nhật Bản | Cúp Liên đoàn | Cúp Liên đoàn | Châu Á   | Châu Á    | Tổng cộng | Tổng cộng |
| 2013                  | Kashiwa Reysol        | J1 League             | 15           | 0            | 0                     | 0                     | 0             | 0             | 3        | 0         | 18        | 0         |
| Tổng cộng sự nghiệp   | Tổng cộng sự nghiệp   | Tổng cộng sự nghiệp   | 165          | 8            | 15                    | 0                     | 30            | 0             | 3        | 0         | 198       | 8         |

## Danh hiệu

### Câu lạc bộ
Jeonbuk Hyundai Motors
- Giải vô địch bóng đá các câu lạc bộ châu Á (1): 2016